# Henrikas Radauskas
Henrikas Radauskas (23. dubna 1910 – 27. června 1970) byl litevský básník, překladatel a první litevský modernista.

## Životopis
Henrikas Radauskas, stejně jako jeho bratr-dvojče Bruno Radauskas, se narodil v rodině Bernarda Radauskase a Amálie Kieragga Radauskienė. Rodina se kvůli lepším zdravotním podmínkám rozhodla, že Amalija dvojčata porodí v Krakově, kde také žila porodní asistentka – sestra Amalije. Po narození dětí se rodina vrátila zpět do Litvy, do vesnice Gikoniai. Dvojčata byla jedinými dětmi Bernarda a Amálie. Henrikova matka, která pocházela z východního Pruska, byla napůl Němka, napůl Polka, díky čemuž děti plynule hovořily litevsky, německy a polsky. Během první světové války žil v Novo-Nikolajevsku (nyní Novosibirsk, Sibiř) v Rusku, kde také navštěvoval základní školu. V roce 1921 se vrátil do Litvy. Vystudoval gymnázium ve městě Panevėžys, kde také později absolvoval učitelský seminář. Jeden rok vyučoval na základní škole v Kazokiškės.
Vystudoval litevský, německý, ruský jazyk a literaturu na Fakultě humanitních věd na Univerzitě Vytautase Velikého. Mezi lety 1937–1941 působil u Vydavatelské komise při Ministerstvu školství v Kaunasu. V roce 1944 se přestěhoval na západ, žil rok v Berlíně, odkud se následně přesunul do Reutlingenu. V roce 1949 se přestěhoval do Spojených států, bydlel v Baltimoru a v Chicagu. Od roku 1959 se věnoval práci v Kongresové knihovně ve Washingtonu.
Ve Washingtonu zemřel a je zde také pohřben.

## Tvorba
Henrikas je jedním z nejslavnějších představitelů litevského modernismu. Jeho poezie se vyznačuje rozmanitostí barev, obrazů a zvuků. Radauskas ve své poezii hledá krásu, snaží se vyvolat emoce, hledá význam umění v přírodě, prostředí a domácnosti.
Snažil se svou tvorbou od ostatních umělců odlišovat. Chtěl, aby jeho tvorba byla originální, nechtěl pouze kopírovat. Jeho básně je proto obtížné připsat pouze jednomu určitému proudu.